# Bruno Debertolis
Bruno Debertolis (* 4. August 1978 in Feltre) ist ein ehemaliger italienischer Skilangläufer.

## Werdegang
Debertolis startete international erstmals bei den Nordischen Junioren-Skiweltmeisterschaften 1997 in Canmore. Dort belegte er den 32. Platz über 10 km klassisch. Im folgenden Jahr gewann er bei den Nordischen Junioren-Skiweltmeisterschaften in Pontresina die Bronzemedaille mit der Staffel. Sein Debüt im Skilanglauf-Weltcup hatte er im Dezember 1998 in Toblach, das er auf dem 41. Platz über 10 km Freistil beendete. Im selben Monat lief er in Brusson sein erstes Rennen im Continental-Cup. Dabei kam er auf den 28. Platz über 10 km Freistil. Ende Dezember 1998 holte er in Garmisch-Partenkirchen mit dem 19. Platz im Sprint seine ersten Weltcuppunkte. Im folgenden Monat siegte er in Virgen über 30 km klassisch erstmals im Continental-Cup. In der Saison 2000/01 erreichte er mit Platz acht im Sprint in Asiago seine erste Top-Zehn-Platzierung im Weltcupeinzel. Bei den Nordischen Skiweltmeisterschaften 2001 in Lahti gelang ihn der 23. Platz im Sprint. Seine beste Saison im Weltcup lief er 2003/04. Er kam dabei siebenmal in die Punkteränge und belegte damit den 54. Platz im Gesamtweltcup und den 19. Rang im Sprintweltcup. Der fünfte Platz in Pragelato im März 2004 war dabei sein bestes Ergebnis im Weltcupeinzel. Im Januar 2004 holte er im Sprint in Oberstdorf seinen zweiten Sieg im Continental-Cup. Zudem errang er im selben Monat im Continental-Cup in Bernau im Schwarzwald den zweiten Platz über 10 km klassisch. In der Saison 2005/06 kam er im Alpencup mit vier Platzierungen unter den ersten Zehn, darunter Platz zwei im Sprint und Rang eins im 30-km-Massenstartrennen in Santa Maria Maggiore, auf den zehnten Platz in der Gesamtwertung. Sein letztes Weltcuprennen absolvierte er im Februar 2009 in Valdidentro, welches er auf dem 58. Platz beendete. Von 2006 bis 2018 nahm er vorwiegend an Skimarathonrennen teil. Dabei gewann er in den Jahren 2010, 2011 und 2013 den Gsieser-Tal-Lauf über 42 km klassisch. Beim Toblach–Cortina triumphierte er 2011 über 30 km Freistil, 2012 über 42 km klassisch und 2014 über 25 km klassisch. Seine besten Gesamtplatzierungen sind der 25. Platz in der Saison 2006/07 im Marathon-Cup und der 11. Rang in der Saison 2013/14 bei den Ski Classics.

## Erfolge

### Siege bei Continental-Cup-Rennen
| Nr. | Datum            | Ort                  | Disziplin           | Serie           |
| --- | ---------------- | -------------------- | ------------------- | --------------- |
| 1.  | 30. Januar 1999  | Virgen               | 30 km klassisch     | Continental-Cup |
| 2.  | 13. Januar 2004  | Oberstdorf           | Sprint klassisch    | Continental-Cup |
| 3.  | 12. Februar 2006 | Santa Maria Maggiore | 30 km Freistil Mst. | Alpencup        |

### Siege bei Skimarathon-Rennen
- 2010, 2011, 2013 Gsieser-Tal-Lauf, 42 km klassisch
- 2011 Toblach–Cortina, 30 km Freistil
- 2012 Toblach–Cortina, 42 km klassisch
- 2014 Toblach–Cortina, 25 km klassisch

## Platzierungen im Weltcup

### Weltcup-Statistik
Die Tabelle zeigt die erreichten Platzierungen im Einzelnen.
- 1.–3. Platz: Anzahl der Podiumsplatzierungen
- Top 10: Anzahl der Platzierungen unter den ersten zehn
- Punkteränge: Anzahl der Platzierungen innerhalb der Punkteränge
- Starts: Anzahl gelaufener Rennen in der jeweiligen Disziplin
- Hinweis: Bei den Distanzrennen erfolgt die Einordnung gemäß FIS.

| Platzierung         | Distanzrennen a | Distanzrennen a | Distanzrennen a | Distanzrennen a | Distanzrennen a | Skiathlon Verfolgung | Sprint | Etappen- rennen b | Gesamt | Team c | Team c  |
| Platzierung         | ≤ 5 km          | ≤ 10 km         | ≤ 15 km         | ≤ 30 km         | > 30 km         | Skiathlon Verfolgung | Sprint | Etappen- rennen b | Gesamt | Sprint | Staffel |
| ------------------- | --------------- | --------------- | --------------- | --------------- | --------------- | -------------------- | ------ | ----------------- | ------ | ------ | ------- |
| 1. Platz            |                 |                 |                 |                 |                 |                      |        |                   |        |        |         |
| 2. Platz            |                 |                 |                 |                 |                 |                      |        |                   |        |        |         |
| 3. Platz            |                 |                 |                 |                 |                 |                      |        |                   |        |        |         |
| Top 10              |                 |                 |                 |                 |                 |                      | 3      |                   | 3      | 7      | 1       |
| Punkteränge         |                 |                 |                 |                 | 1               |                      | 16     |                   | 17     | 8      | 4       |
| Starts              |                 | 4               | 4               | 3               | 1               | 1                    | 32     |                   | 45     | 8      | 4       |
| Stand: Karriereende |                 |                 |                 |                 |                 |                      |        |                   |        |        |         |

### Weltcup-Gesamtplatzierungen
| Saison    | Gesamt | Gesamt | Distanz | Distanz | Sprint | Sprint |
| Saison    | Punkte | Platz  | Punkte  | Platz   | Punkte | Platz  |
| --------- | ------ | ------ | ------- | ------- | ------ | ------ |
| 1998/99   | –      | –      | –       | –       | 12     | 79.    |
| 1999/2000 | –      | –      | –       | –       | –      | –      |
| 2000/01   | 46     | 67.    | –       | –       | 46     | 34.    |
| 2001/02   | 13     | 109.   | –       | –       | 13     | 57.    |
| 2002/03   | 5      | 126.   | –       | –       | 5      | 68.    |
| 2003/04   | 100    | 54.    | –       | –       | 100    | 19.    |
| 2004/05   | 8      | 128.   | –       | –       | 8      | 65.    |
| 2005/06   | 43     | 91.    | 1       | 130.    | 42     | 37.    |